# Neohirasea asperatus
Neohirasea asperatus är en insektsart som först beskrevs av Bates 1865.  Neohirasea asperatus ingår i släktet Neohirasea och familjen Phasmatidae. Inga underarter finns listade i Catalogue of Life.